# The Pineapple Thief
The Pineapple Thief es un banda inglesa de rock progresivo, encabezada por Bruce Soord.

## Historia
Bruce Soord (exmiembro de Vulgar Unicorn) fundó The Pineapple Thief (TPT) en 1999 como una tarima para su música. Bruce grabó el álbum debut Abducting the Unicorn ('Secuestrando al unicornio') para la casa discográfica Cyclops Records. El disco produjo suficiente interés y estableció rápidamente  una pequeña pero leal base de fanáticos. Respaldado por ellos, Bruce regresó a los estudios Dining Room para trabajar en su segundo álbum 137.
Durante este tiempo, varias compañías discográficas se interesaron en el trabajo de la banda. Su tercer álbum Variations on a Dream ('Variaciones sobre un sueño') le dio a la banda el empuje necesario para llegar todavía a más gente en todo el mundo; TPT se había convertido así en  la banda que más vendía dentro de su disquera, Cyclops.
Después de grabar este disco en la primavera del 2002, Bruce decidió formar una banda para llevarle su música a los fanes en conciertos. La banda consistía en sus cercanos amigos musicales —el excompañero universitario Jon Sykes en el bajo, Wayne Higgins en las guitarras, Matt O'Leary en los teclados y Gavin Harrison en la batería. Posteriormente, Matt abandonó la banda, pero Steve Kitch (que produjo y mezcló el disco 10 Stories Down ('10 pisos hacia abajo', o bien, 'A lo largo de 10 historias') (2004) se unió para interpretar los teclados en conciertos.
A propósito de Stories, hay un detalle interesante relativo a las múltiples ediciones de los discos 12 Stories Down, 10 Stories Down y 4 Stories Down. Según parece, la urgencia para editar el álbum en el año 2004 hizo que el producto final no fuera del agrado de la banda y, particularmente, de Bruce, por lo que luego el disco fue totalmente remezclado, algunas secciones fueron grabadas de nueva cuenta y, finalmente publicado de nuevo, pero esta vez como 10 Stories Down. El disco original, 12 Stories Down había salido acompañado de otro disco compuesto de improvisaciones y de temas que antes no se habían publicado llamado 8 Days ('Ocho días'), pues bien, para la publicación de 10 Stories Down la banda decidió repetir la fórmula y adjuntar al disco "oficial" otro disco de improvisaciones totalmente diferentes llamado 8 Days Later ('Después de ocho días'). Estos discos anexos solo se incluyeron en las primeras ediciones de los discos "Stories".
En el año 2006, dos años después de la aparición original de 12 Stories Down, TPT grabó el disco Little Man, que ha recibido críticas muy positivas de parte de la prensa especializada.
Wayne Higgins deja el grupo en marzo del 2008 y el resto decide presentarse con sus cuatro componentes en sus consecutivas presentaciones en vivo en Europa, Canadá y los Estados Unidos durante los siguientes años.
En mayo del mismo 2008, The Pineapple Thief lanza con la casa discográfica Kscope el álbum Tightly Unwound, aclamado por la crítica. La presentación se llevó a cabo durante dos diferentes conciertos en el Witchwood en Mánchester el 17 de mayo y en el Water Rats Theatre en Londres el 22 de mayo. El mismo día del lanzamiento del disco en Londres se realizó un pequeño documental (grabado en The Half Moon, Londres) presentado en el sitio web de la banda, con entrevistas y dos canciones en vivo.
En el 2009 publican The Dawn Raids EP y 3000 Days, un CD doble con una selección de canciones remezcladas de sus 10 años precedentes. En enero del 2010 su álbum, Little Man fue también remezclado por Bruce Soord y Steve Kitch para ser publicado por la Kscope. El grupo tiene planes de realizar lo mismo con sus anteriores grabaciones (discos con Cyclops) para ser vendidos a un mercado más amplio. En el 2009 se les vio como grupo telonero en los conciertos del Reino Unido de la gira europea del grupo Riverside.
Su más reciente producción Someone Here Is Missing fue presentada en concierto en el Bush Hall en Londres el 19 de mayo de 2010, dentro de la audiencia se encontraban Steven Wilson de Porcupine Tree y Daniel Cavanagh de Anathema también de la casa Kscope. Las ilustraciones del álbum corrieron a cargo del legendario artista Storm Thogerson, famoso por sus trabajos en discos de Pink Floyd (Dark Side Of The Moon, The Division Bell, Pulse), Muse, Led Zeppelin, Biffy Clyro y muchos otros.
Durante el 2010 se presentaron en algunos festivales europeos e hicieron una gira de dos semanas en Europa central.

## Discografía
- 1999 - Abducting the Unicorn
- 2001 - Sherbert Gods 7 (LE)
- 2001 - 137
- 2003 - Variations on a Dream
- 2003 - Live (DVD que incluye diez temas en vivo y cuatro nuevos de estudio)
- 2004 - 12 Stories Down/8 Days
- 2005 - 4 Stories Down (EP)
- 2005 - 10 Stories Down/8 Days Later (LE)
- 2006 - Little Man
- 2007 - What We Have Sown
- 2008 - Tightly Unwound
- 2010 - Someone Here Is Missing
- 2012 - All the wars
- 2014 - Magnolia
- 2016 - Your Wilderness
- 2017 - Where We Stood (DVD)
- 2018 - Dissolution
- 2019 - Hold Our Fire (CD en directo)
- 2020 - Versions of the Truth
- 2021 - The Soord Sessions: Volumes 1/4
- 2022 - Give It Back
- 2024 - It Leads to This